# Nikołaj Szanin
Nikołaj Aleksandrowicz Szanin, ros. Николай Александрович Шанин (ur. 25 maja 1919 w Pskowie, wówczas na terenach ZSRR – zm. 17 września 2011) – rosyjski matematyk specjalizujący się w topologii mnogościowej oraz konstruktywno-finitarnym ujęciu analizy. W roku 1961 skupił wokół siebie grupę logików matematycznych, która zajmowała się tworzeniem pierwszego programu komputerowego do automatycznego dowodzenia twierdzeń. Ostatnia publikacja Szanina pochodzi z roku 2008. Od nazwiska matematyka pochodzą nazwy pojęć i twierdzeń takich jak liczba Szanina czy twierdzenie Szanina.